# 溝淵広之丞
溝淵 広之丞（みぞぶち ひろのじょう　文政11年（1828年） - 明治40年（1909年）7月4日）は、幕末の志士（土佐藩士）。諱は義直。

## 来歴
土佐国土佐郡江ノ口村の生まれ。
嘉永6年（1853年）、江戸に出て千葉定吉道場で剣術を、佐久間象山塾で砲術を学ぶ。なおこの際に坂本龍馬も共に江戸入りしており、千葉道場では同門となった。
慶応2年（1866年）、長崎に赴いて砲術を学ぶ。この長崎遊学は、情勢探索を兼ねていた。この年秋、長崎にいた脱藩中の坂本龍馬と面会し、真意を問うたのに対して龍馬は、土佐のことを忘れたことはないが志のために浪人の道を選んだといった内容の手紙を送る。このあと、龍馬は土佐藩のために銃を外国商人から買い入れる交渉に当たり（買価を相談する溝淵宛書簡が残る）、年末には溝淵は龍馬に連れられて長州藩に赴き、木戸孝允を紹介された。長崎に戻った溝淵は、木戸との会見を土佐藩の後藤象二郎に報告し、翌慶応3年（1867年）に後藤は龍馬と面会した。同年、藩の持筒役となり、藩兵に砲術を指導した。維新後は隠棲し、明治政府には出仕していない。
第二次世界大戦における東京大空襲によって、溝渕に関する直接の資料は全て焼失してしまっており、判明している資料はその戦火を免れて残っていた親族宛ての手紙のみであるという。
写真が現存するが、あまり鮮明ではない。

## 登場作品
- 『竜馬がゆく』（1968年、演：山本耕一）
- 『龍馬伝』（2010年、演：ピエール瀧）